# فولداک
فولداک (به انگلیسی: FOLDOC) (برگرفته از Free On-line Dictionary of Computing) فرهنگ لغتی آنلاین و با قابلیت جستجو است که واژه‌های مرتبط با مبحث علوم رایانه را در بر می‌گیرد. این دانشنامه در سال ۱۹۸۵ توسط دنیس هاو (به انگلیسی: Denis Howe) بنیان نهاده شد و هم‌اکنون توسط کالج سلطنتی لندن میزبانی می‌شود. هاو از ابتدای بنیان نهاده شدن این دیکشنری، سردبیر آن بوده‌است و بازدیدکنندگان وب‌سایت هم می‌توانند اصلاحاتی را در لغات به وجود بیاورند. این دیکشنری، از اطلاعات برخی دیگر از منابع اطلاعاتی آزاد همچون جارگون فایل هم استفاده می‌کند. از آنجایی که این فرهنگ لغت تحت پروانه جی‌اف‌دی‌ال منتشر می‌شود، محتوای خودش هم به صورت گسترده‌ای توسط دیگر پروژه‌ها از جمله ویکی‌پدیا مورد استفاده قرار می‌گیرد.